# Prayagraje

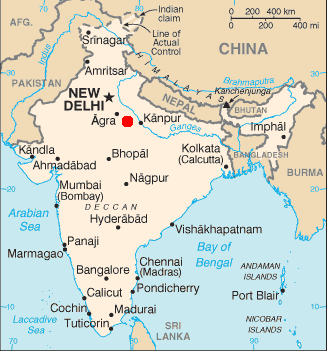
Localização de Prayagraje

Prayagraje ou Alaabade (em hindi:  इलाहाबाद, em urdu:  الہ آباد) é uma cidade do estado de Utar Pradexe, na Índia. Situa-se na confluência dos rios Ganges e Yamuna. Tem quase um milhão de habitantes e a sua área metropolitana tem quase cinco milhões. Foi conhecida por Prayag até 1575.
É uma das quatro cidades em que ocorre o Khumba Mela, maior festival religioso do mundo. A moderna Prayagraje foi fundada em 1583 pelo imperador mogol Akbar com o nome de Ilaabade ("feita por Deus"). No início do século XX, quando pertencia ao império britânico, a cidade era célebre pela sua universidade, conhecida como a "Oxford do Oriente".

## Filhos e Filhas da Cidade
- Jawaharlal Nehru
- Motilal Nehru
- Purushottam Das Tandon
- Vijaya Lakshmi Pandit
- Hans Bechtler
- Dhyan Chand
- Braj Kumar Nehru
- Hugh Elliott
- Indira Gandhi
- Dharamvir Bharati
- Nargis

A cidade foi a que deu à Índia mais primeiros-ministros.

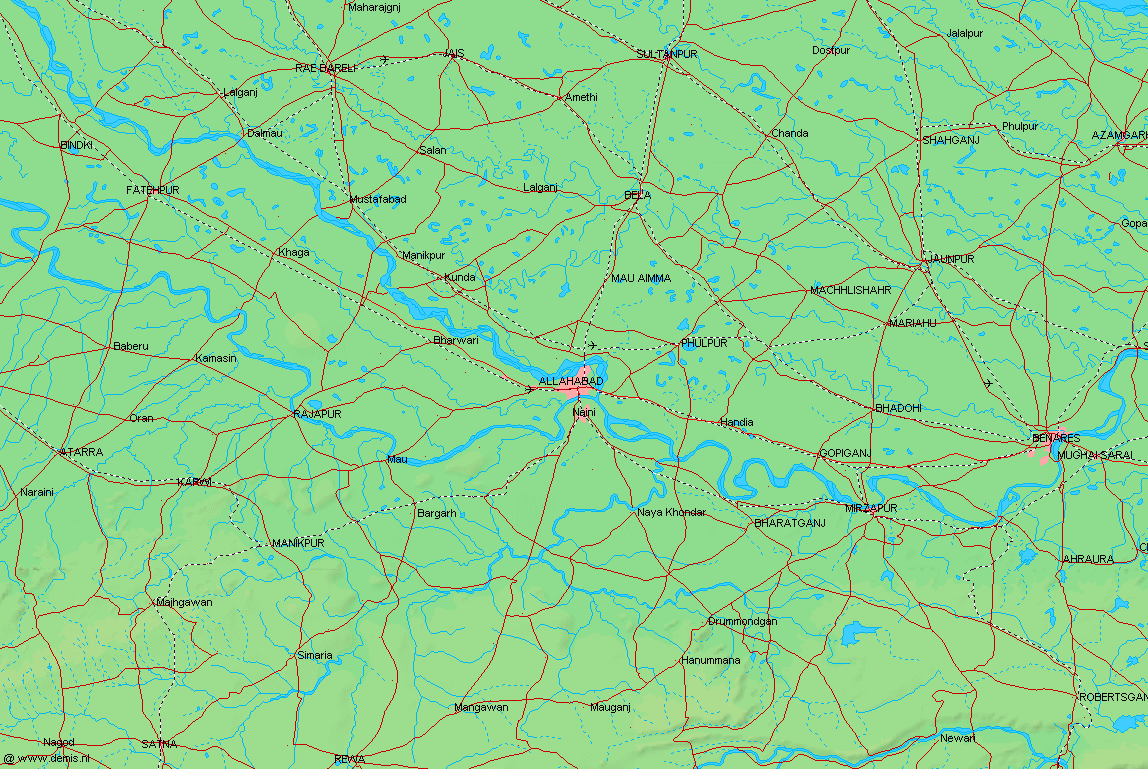
Mapa de Prayagraje e arredores